# Obrót zewnętrzny na główkę
Obrót zewnętrzny na główkę – sposób zmiany poprzecznego położenia płodu w macicy na położenie podłużne główkowe. Manewr wykonuje lekarz położnik przez powłoki brzuszne ciężarnej. Jedną ręką odpychane są ku górze pośladki płodu, drugą ręką równocześnie kieruje się główkę w stronę wchodu miednicy. Zastosowanie tokolityków przed tym manewrem poprawia skuteczność metody.

## Wskazania
Próbę obrotu zewnętrznego można wykonać:
- poniżej 36. tygodnia ciąży gdy płód waży < 2000 g
- po ukończonym 36. tygodniu ciąży, gdy płód waży 2000–4000 g[2]

## Powikłania
Możliwe powikłania obrotu zewnętrznego:
- pęknięcie macicy
- przedwczesne odklejenie łożyska
- splątanie pępowiny
- zawęźlenie pępowiny
- uszkodzenie brzegu łożyska.

## Historia
Obrót zewnętrzny na główkę znano i stosowano już za czasów Hipokratesa.